# Maria Gargani
Maria Gargani, S.A.S.C., řeholním jménem Maria Crocifissa del Divino Amore (23. prosince 1892, Morra de Sanctis – 23. května 1973, Neapol) byla italská učitelka a římskokatolická řeholnice, zakladatelka a členka kongregace Apoštolských sester od Nejsvětějšího Srdce. Katolická církev ji uctívá jako blahoslavenou.

## Život
Narodila se dne 23. prosince 1892 v italském městě Morra de Sanctis rodičům Roccu Gargani a Angiolině De Paola. Zde také navštěvovala místní školu. Studium dokončila v Avellinu, kdy získala magisterský titul a začala pracovat jako učitelka ve městě San Marco la Catol.
Roku 1913 vstoupila do Sekulárního františkánského řádu a později vstoupila do hnutí Katolická akce. Vyučovala také katechismus. Během první světové války se seznámila s kapucínským knězem sv. Piem z Pietrelciny, se kterým si začala roku 1916 dopisovat. Roku 1918 se sním poprvé osobně setkala.
Roku 1934 začala pracovat na založení nové ženské řeholní kongregace. Kongregaci s názvem Apoštolské sestry od Nejsvětějšího Srdce založila dne 11. února 1936 a dne 21. dubna téhož roku byl otevřen nový řeholní dům. Spolu se svými společnicemi do kongregace sama vstoupila a zvolila si řeholní jméno Maria Crocifissa del Divino Amore. Od roku 1946 vyučovala v Neapoli. Dne 2. června 1956 obdržela jí založená kongregace diecézní potvrzení o svém založení. Dne 22. července téhož roku složila své doživotní řeholní sliby. Dne 12. března 1963 obdržela její kongregace také papežské potvrzení o svém založení.
Zemřela dne 23. května 1973 v Neapoli. Její ostatky byly později exhumovány a dne 17. května 1992 byly uloženy do mateřského domu jí založené kongregace v Neapoli.

## Úcta
Její beatifikační proces započal dne 31. května 1988, čímž obdržela titul služebnice Boží. Dne 7. července 2017 byla papežem Františkem podepsáním dekretu o jejích hrdinských ctnostech prohlášena za ctihodnou. Dne 26. ledna 2018 byl uznán zázrak na její přímluvu, potřebný pro její blahořečení.
Blahořečena pak byla dne 2. června 2018 v Neapoli. Obřadu předsedal jménem papeže Františka kardinál Angelo Amato, za účasti kardinála Crescenzia Sepehi a kardinála Philippa Ouédraoga.
Její památka je připomínána 24. května. Bývá zobrazována v řeholním oděvu. Je patronkou jí založené kongregace.